# Simon Norrsveden
Simon Folke Josef Norrsveden (Värnamo, 22 marzo 1986) è un cantante svedese.

## Biografia
Simon Norrsveden ha partecipato a Idol 2004, l'adattamento svedese di Pop Idol, e ha in seguito firmato un contratto con la divisione nazionale della Universal; l'etichetta è stata responsabile della pubblicazione degli album in studio OK baby, det är dags att vi ska vinna allt (2009), classificatosi al 47º posto della Sverigetopplistan, e Hellre feber än Antarktis (2011).
Ha poi inciso gli LP Gå, bli bra. Det kan nog ta ett tag (2014) e Tarquinia (2016).

## Discografia

### Album in studio
- 2009 – OK baby, det är dags att vi ska vinna allt
- 2011 – Hellre feber än Antarktis
- 2014 – Gå, bli bra. Det kan nog ta ett tag
- 2016 – Tarquinia

### EP
- 2010 – Quentin Tarantino
- 2015 – Heartbreak Hotel

### Singoli
- 2008 – Stockholmssången
- 2009 – OK baby, det är dags att vi ska vinna allt
- 2016 – Kassandra
- 2016 – Lika tight som rock'n'roll
- 2017 – Sömmarna